# NK Zagreb
Nogometni Klub Zagreb este un club profesionist de fotbal din Zagreb, Croația. Echipa susține meciurile de acasă pe Stadion Kranjčevićeva fostul stadion al vechiului club HŠK Concordia.

## Istoric
Clubul a luat ființă în anul 1903 sub acronimul PNIŠK ('Prvi nogometni i športski klub= Primul Club de Fotbal și Sport), fiind primul club fondat din Croația. Primul meci internațional a fost susținut împotriva echipei Ferencvaros TC Budapesta, meci pierdut cu scorul de 1:11.

## Palmares
- Prva HNL
  - 2000-01

## Lotul sezonului 2009-2010
| Nr. |                       | Poziție | Jucător               |
| --- | --------------------- | ------- | --------------------- |
| 1   | Croația               | P       | Josip Škorić          |
| 2   | Croația               | F       | Vedran Celjak         |
| 2   | Croația               | F       | Marin Vidošević       |
| 4   | Brazilia              | M       | Jefthon               |
| 5   | Croația               | F       | Mario Tokić           |
| 7   | Croația               | M       | Josip Jurendić        |
| 8   | Croația               | M       | Stjepan Babić         |
| 9   | Bosnia și Herțegovina | M       | Miroslav Pejić        |
| 10  | Croația               | M       | Ivan Parlov (căpitan) |
| 11  | Croația               | F       | Mateo Pavlović        |
| 12  | Croația               | P       | Marin Skender         |
| 13  | Croația               | M       | Marin Oršulić         |
| 14  | Croația               | M       | Matija Špičić         |
| 15  | Croația               | P       | Jakša Herceg          |

| Nr. |                       | Poziție | Jucător           |
| --- | --------------------- | ------- | ----------------- |
| 16  | Croația               | M       | Besart Abdurahimi |
| 17  | Croația               | M       | Igor Jugović      |
| 18  | Croația               | F       | Marko Kartelo     |
| 19  | Croația               | M       | Damir Šovšić      |
| 20  | Bosnia și Herțegovina | F       | Vedran Ivanković  |
| 22  | Croația               | A       | Goran Ljubojević  |
| 23  | Bosnia și Herțegovina | F       | Josip Mikulić     |
| 25  | Croația               | F       | Kazimir Poljak    |
| 26  | Croația               | A       | Sven Dedić        |
| 27  | Croația               | M       | Valentino Novosel |
| 28  | Croația               | A       | Lovro Medić       |
| 29  | Bosnia și Herțegovina | A       | Ivan Krstanović   |
| 30  | Croația               | A       | Davor Vugrinec    |